# حسین بن ضحاک
حسین بن ضَحّاک شهرت‌یافتهٔ فراگیر به لقبِ خَلیع، کنیه‌گرفته به ابوعلی (۷۷۲–۸۶۴م) شاعر عراقی در دورهٔ اول عباسی بود. لقب خلیع، از برای شهرت او در آنچه مسلمانان «فسق و مجون» می‌دانند، برگرفته شده. در شاعری، او را هم‌رده با ابونواس می‌دانند. حسین خلیع را همانند والبه بن حباب نیز می‌دانند.

## زتدگی
«حسین بن ضحاک بن یاسر» در بصره به سال ۱۵۵ق/ ۷۷۲م زاده شد. همان‌جا پرورش یافت و سپس به بغداد منتقل شد؛ در اواخر روزگار هارون‌الرشید. ندیم دو فرزند او، صالح و امین شد. زمانی که امین خلیفه شد، پیوندش با او قوی بود.